# 16165 Licht
16165 Licht è un asteroide della fascia principale. Scoperto nel 2000, presenta un'orbita caratterizzata da un semiasse maggiore pari a 2,2646119 UA e da un'eccentricità di 0,1283994, inclinata di 2,70963° rispetto all'eclittica.